# Sun Xuliu
Sun Xuliu (chinesisch 孙旭柳, Pinyin Sūn Xùliǔ; * 7. März 1995) ist eine ehemalige chinesische Tennisspielerin.

## Karriere
Sun Xuliu spielte überwiegend Turniere auf der ITF Women’s World Tennis Tour, bei der sie einen Einzel- und fünf Doppeltitel gewonnen hat.
2014 erhielt sie im Juli zusammen mit ihrer Partnerin Zheng Wushuang eine Wildcard für das Hauptfeld im Doppel der Zhong Hong Jiang Xi International Women’s Open, ihrem ersten Turnier der WTA Challenger Series. Die beiden verloren ihr Auftaktmatch gegen Chan Chin-wei und Xu Yifan mit 3:6 und 1:6. Auch für die Qualifikation zum Dameneinzel erhielt sie eine Wildcard, konnte diese aber ebenfalls nicht nutzen und verlor in der ersten Runde gegen Zhang Kailin mit 1:6 und 4:6.
2015 erhielt sie im Mai eine Wildcard für das Hauptfeld im Dameneinzel der China F7 Futures, wo sie in der ersten Runde gegen Alison Bai mit 6:3 und 6:3 gewann, dann aber im Achtelfinale gegen Yang Zhaoxuan mit 1:6 und 1:6 verlor. Im Doppel erhielt sie mit Zhang Yukun ebenfalls eine Wildcard. Die beiden verloren ihre Auftaktpartie gegen Wang Yan und Zhang Ying mit 4:6 und 2:6. Im Juli feierte sie in der Qualifikation für das Hauptfeld im Dameneinzel der Jiangxi Women’s Open ihren ersten Sieg bei einem WTA-Challenger-Turnier, als sie in der ersten Runde mit 6:3, 4:6 und 6:0 gegen die an Position eins in der Qualifikation gesetzte Sabina Sharipova gewann. In der zweiten Runde verlor sie dann aber gegen Makoto Ninomiya klar mit 3:6 und 3:6. Im September erhielt sie mit Li Yixuan eine Wildcard für das Hauptfeld im Damendoppel der Dalian Women’s Tennis Open, wo die beiden mit einem 1:6, 6:2 und [10:5] Sieg gegen Nicha Lertpitaksinchai und Peangtarn Plipuech das Viertelfinale erreichten, dort aber dann gegen Chan Chin-wei und Darija Jurak mit 4:6 und 1:6 verloren.
2016 erreichte sie als Qualifikantin das Hauptfeld im Dameneinzel der mit 50.000 US-Daollar dotierten ITF Women’s Circuit Shenzhen, wo sie in der ersten Runde gegen Zheng Wushuang mit 4:6 und 1:6 verlor. Auch im Doppel konnte sie zusammen mit ihrer Partnerin Lu Jiaxi die Wildcard nicht nutzen und die beiden verloren in der ersten Runde gegen Erika Sema und Prarthana Thombare mit 4:6, 7:64 und [10:12]. Im Mai erreichte sie bei den mit 100.000 US-Dollar dotierten Kunming Open im Einzel das Achtel- und im Doppel das Viertelfinale. Bei den $50,000 Zhengzhou eine Woche später konnte sie ebenfalls im Einzel das Achtel- und im Doppel das Viertelfinale erreichen. Eine Woche später verlor sie hingegen bei den $50,000 Tianjin gegen Aryna Sabalenka, die damals ihr erstes 50.000$-ITF-Turnier gewinnen konnte, bereits in der ersten Runde mit 4:6 und 1:6. Anfang August erhielt sie eine Wildcard für die Qualifikation für das Hauptfeld im Dameneinzel der Jiangxi Open, ihrem ersten Turnier der WTA Tour, wo sie aber in der ersten Runde verletzungsbedingt beim Stand von 6:4, 2:6 und 0:5 gegen Martina Caregaro aufgeben musste. Im September spielte sie mit Partnerin Kang Jiaqi im Damendoppel der $50,000 Zhuhai, wo die beiden in der ersten Runde gegen Ankita Raina und Emily Webley-Smith mit 6:4, 3:6 und [8:10] verloren. Ende Oktober erreichte sie mit einem Dreisatzsieg in der ersten Runde das Achtelfinale der $50,000 Suzhou, im Doppel verlor sie mit Partnerin Mingjun Zhou bereits ihr Auftaktmatch. Ende November qualifizierte sie sich für das Hauptfeld im Dameneinzel der $100,000 Shenzhen, verlor aber bereits in der ersten Runde. Im Doppel konnte sie dagegen mit Partnerin Sun Ziyue das Achtelfinale erreichen.
2017 gewann sie im März an der Seite von Sun Ziyue ihr erstes ITF-Turnier im Doppel. Im April scheiterte sie in der Qualifikation für das Hauptfeld im Dameneinzel der Biyuan Zhengzhou Women’s Tennis Open mit 6:75 und 2:6 an Gao Xinyu. Auch im Doppel verlor sie an der Seite von Wang Yan in der ersten Runde gegen das topgesetzte Doppel Shūko Aoyama und Xu Yifan mit 1:6 und 2:6. Bei den Hotspring Peninsula ITF Women’s Circuit verlor sie zwar im Einzel bereits in der ersten Runde, konnte aber an der Seite von Wang Yan erstmalig das Halbfinale im Doppel eines ITF-Turniers erreichen. Im Mai erreichte sie mit Position 268 die beste Platzierung in der Doppel-Weltrangliste ihrer Karriere. Im Juni konnte sie in Anning sowohl ihren ersten ITF-Einzeltitel als auch den zweiten Titel im Doppel gewinnen. Im Juli kam sie erstmalig ohne Wildcard beim WTA-Turnier Jiangxi Open in die Qualifikation, wo sie aber gegen Junri Namigata in der ersten Runde mit 3:6 und 0:6 verlor. Im Doppel verlor sie an der Seite von Zheng Wushuang in der ersten Runde gegen die an Position drei gesetzten Makoto Ninomiya und Kotomi Takahata mit 2:6 und 3:6. Im September verlor sie in der Qualifikation zum Hauptfeld im Dameneinzel der Guangzhou International Women’s Open, einem weiteren WTA-Turnier, gegen Riko Sawayanagi mit 3:6 und 4:6. Im Oktober gelang ihr bei der Qualifikation der Tianjin Open ihr erster Sieg auf der WTA-Tour, als sie gegen Gao Xinyu mit 4:6, 6:4 und 6:4 gewann. In der zweiten Runde verlor sie dann allerdings mit 2:6 und 2:6 gegen Lauren Davis, so dass sie ihr erstes WTA-Tour-Hauptfeld im Einzel nur knapp verpasste. Im November konnte sie beim $100,000 Shenzhen das Viertelfinale im Einzel erreichen.
2018 verlor sie im April in der ersten Runde der Qualifikation zu den Biyuan Cup Zhengzhou Women’s Tennis Open gegen Xun Fangying mit 3:6 und 4:6. Anfang Mai erreichte sie bei den Kunming Open zusammen mit Guo Hanyu ihr erstes Doppelfinale eines WTA-Challenger-Turniers, das die beiden mit 1:6 und 1:6 gegen Dalila Jakupović und Irina Chromatschowa verloren. Mitte Mai 2018 erreichte sie mit Position 384 in der Einzel-Weltrangliste ihre beste Position in diesem Ranking ihrer Karriere.
2019 trat sie noch bei weiteren ITF-Turnieren an, konnte dort auch im März nochmals einen Titel, ihren insgesamt fünften Doppeltitel feiern, erhielt aber keinen Startplatz mehr bei einem WTA-Turnier. Im November nach dem Turnier in Shenzen, wo sie in der ersten Runde der Qualifikation scheiterte, beendete sie ihre Karriere und trat in der Folge bei keinem internationalen Turnier mehr an.

## Turniersiege

### Einzel
| Nr. | Datum         | Turnier | Kategorie   | Belag | Finalgegnerinnen | Ergebnis  |
| --- | ------------- | ------- | ----------- | ----- | ---------------- | --------- |
| 1.  | 25. Juni 2017 | Anning  | ITF $15.000 | Sand  | Zhuoma Youmi     | 6:2, 7:65 |

### Doppel
| Nr. | Datum              | Turnier | Kategorie   | Belag     | Partnerin     | Finalgegnerinnen                  | Ergebnis         |
| --- | ------------------ | ------- | ----------- | --------- | ------------- | --------------------------------- | ---------------- |
| 1.  | 3. März 2017       | Nanjing | ITF $15.000 | Hartplatz | Sun Ziyue     | Angelina Gabujewa Olga Putschkowa | 6:3, 6:1         |
| 2.  | 24. Juni 2017      | Anning  | ITF $15.000 | Sand      | Guo Shanshan  | Du Zhima Ni Ma Zhuoma             | 6:3, 6:3         |
| 3.  | 1. Juli 2017       | Anning  | ITF $15.000 | Sand      | Zang Jiaxue   | Feng Shuo Kang Jiaqi              | 6:2, 6:4         |
| 4.  | 29. September 2018 | Anning  | ITF $15.000 | Sand      | Zhao Qianqian | Cho I-hsuan Cho Yi-tsen           | 6:4, 3:6, [10:6] |
| 5.  | 23. März 2019      | Xiamen  | ITF W15     | Hartplatz | Zhao Qianqian | Tang Qianhui Zhang Ying           | 6:4, 6:4         |